# Georg Franz Hoffmann
Georg Franz Hoffmann (13 de gener de, 1760 a Marktbreit, Alemanya - 17 de març de 1826 a Moscou, Rússia) va ser un botànic i liquenòleg alemany.
Després de graduar-se a la Universitat d'Erlangen el 1786, treballà de professor de botànica entre 1787 i 1792. Entre el 1792 i 1803 treballà a la Universitat de Göttingen. El 1804 s'assentà a Moscou com a director del departament de botànica de la seva universitat i del jardí botànic.

## Obra
- Descriptio et adumbratio plantarum e classe cryptogámica Linnaei qua lichenes dicuntur... (1789-1801)
- Vegetabilia cryptogama. (1790, Erlangen)
- Nomenclator Fungorum. (1789-1790, two volumes, Berlin)
- Historia salicum, iconibus illustrata. (1785-1787, Leipzig)
- Enumeratio plantarum et seminum hort botanici mosquensis. (1808, Moscow)
- Genera Plantarum Umbelliferarum (1814, 1816, Moscow)
- Herbarium vivum, sive collectio plantarum siccarun, Caesareae Universitatis Mosquensis. Pars secunda, continents.. . (1825)

El 1787, Olof Peter Swartz (1760-1818) li dedicà el gènere de plantes Hoffmannia din les Rubiaceae.
La forma abreujada com a botànic és Hoffm.